# 野田村

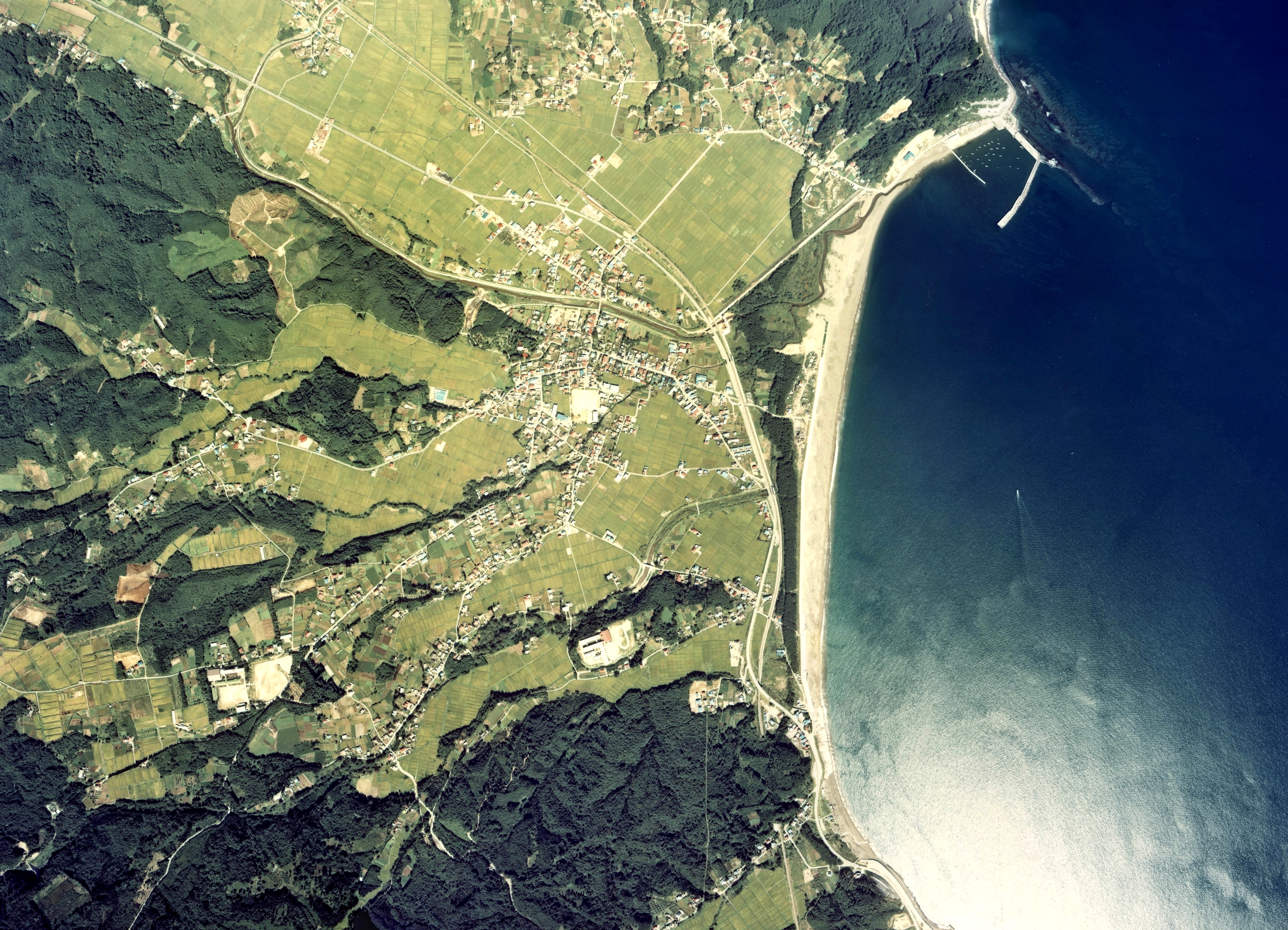
野田村中心部周辺の空中写真。1977年撮影の2枚を合成作成。
。

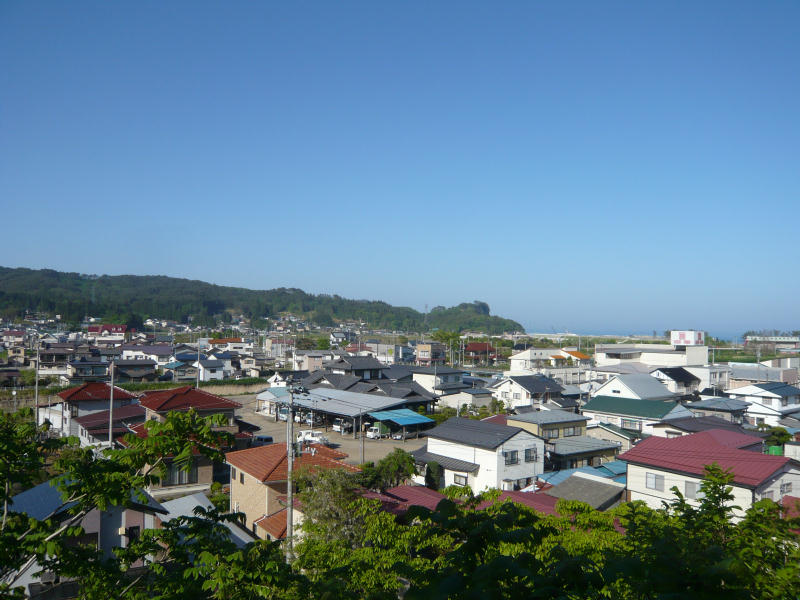
野田村中心部。愛宕神社より眺める（2013年5月31日）

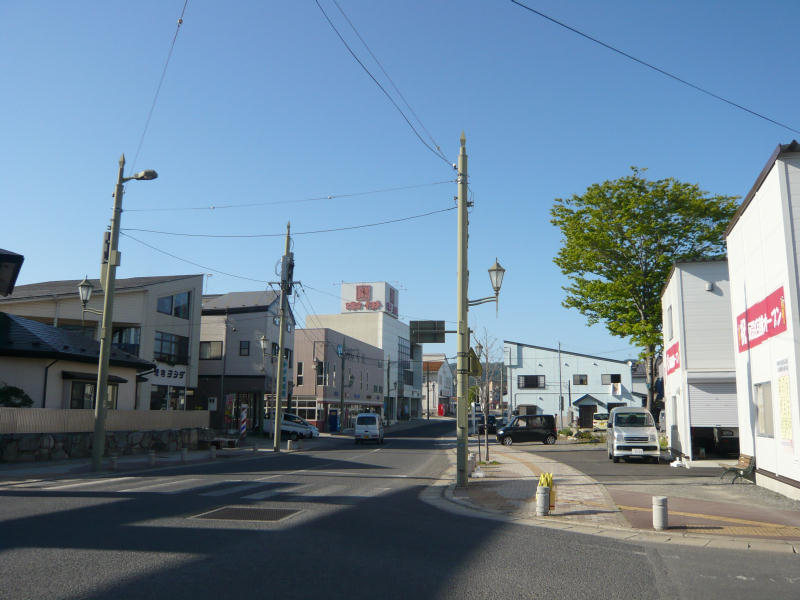
野田集落中心部（2013年5月31日）

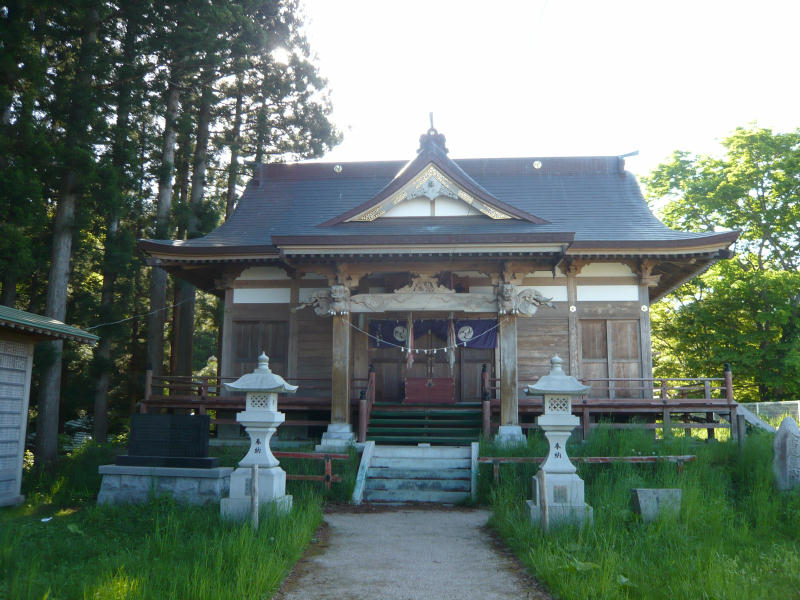
野田村野田集落中心部の愛宕神社（2013年5月31日）

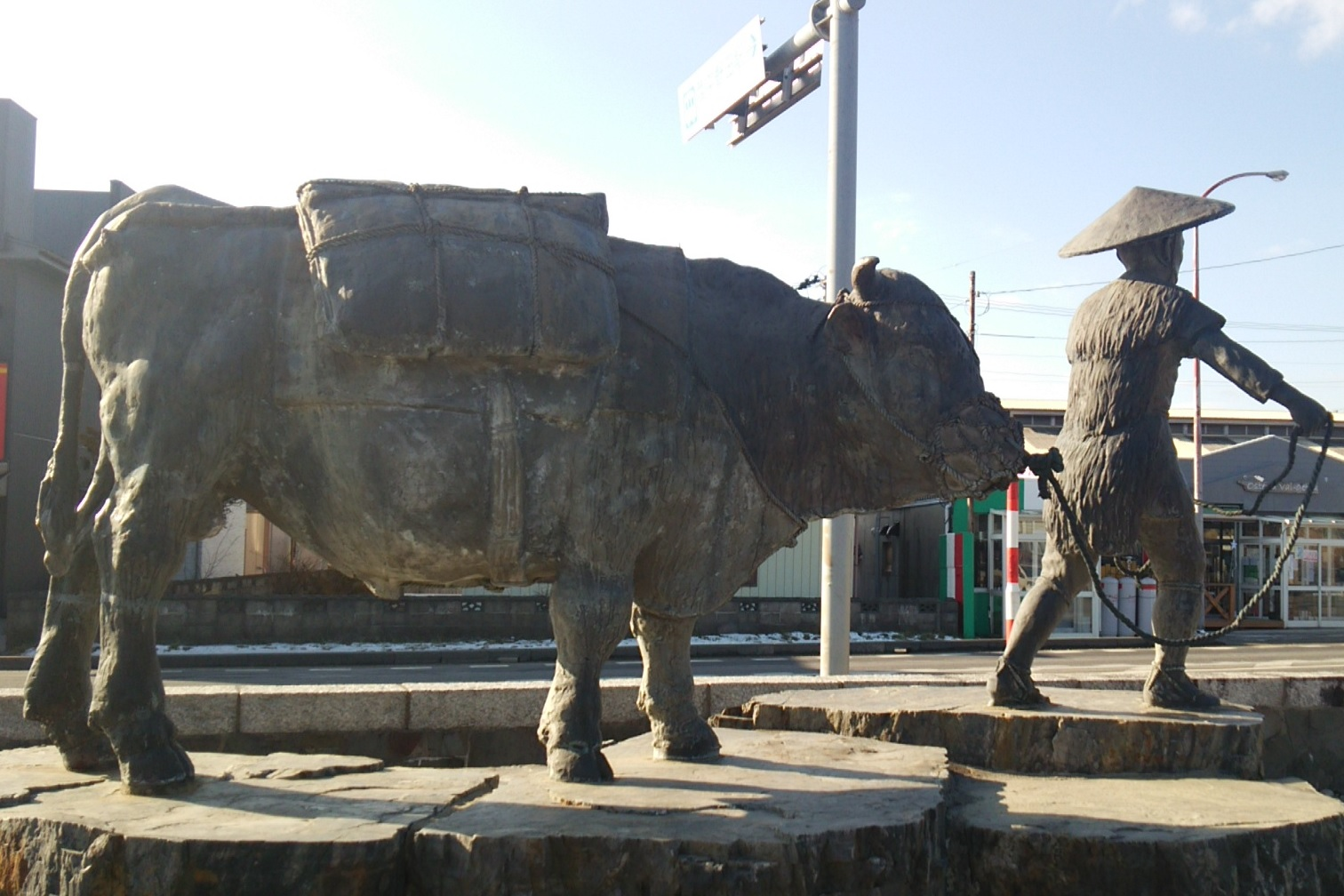
道の駅のだの前に建つ牛方とベコの像

野田村（のだむら）は、岩手県九戸郡に属している太平洋に面した村。

## 地理
岩手県北東部にあり、北上山地の東麓、太平洋（野田湾）に面している。全般的に山地であり起伏が多い地形であるが、村北東部の宇部川の谷底や中部の根井付近の台地は起伏が少なくなっている。村内は北上山地の支稜が南北に走っており、村西縁には男和佐羅比山や女和佐羅比山がある。

### 自然
- 山岳：男和佐羅比山、女和佐羅比山など
- 河川：安家川、宇部川など
- 沿岸地形：十府ヶ浦など

### 隣接する自治体
- 久慈市：北東部で幅広く隣接
- 下閉伊郡
  - 普代村：南部で隣接
  - 岩泉町：南西部で隣接

## 歴史
- 1889年（明治22年）- 町村制の施行により、九戸郡野田村及び玉川村を廃し、その区域をもって南九戸郡野田村を設置する。役場は城内に設けられる。
- 1896年（明治29年）- 三陸沿岸に大津波。村の被害、死者261、負傷者62、流出家屋411
- 1897年（明治30年）4月1日 - 郡の統合により南九戸郡・北九戸郡が合併して九戸郡が発足[1]。
- 1901年（明治34年）- 野田郵便局開設。
- 1910年（明治43年）- 野田の塩煮すべて廃止。
- 1913年（大正2年）- 現国道45号が岩手県道に認定。
- 1933年（昭和8年）- 三陸大津波来襲（死者8、負傷7、流出家屋58）
- 1945年（昭和20年）- 戦時特例で自家製塩盛んになる。
- 1947年（昭和22年）- 国民学校を小学校と改称。別に野田中学校を開校。
- 1949年（昭和24年）- 野田浜での自由製塩廃止。下安家にサケふ化施設が完成。
- 1973年（昭和48年）- 国民宿舎えぼし荘営業開始。
- 1975年（昭和50年）- 国鉄久慈線開通。
- 1980年（昭和55年）- 岩手県立久慈工業高校開校。
- 1984年（昭和59年）- 国鉄久慈線を第三セクター鉄道の三陸鉄道が引き受け営業開始。
- 1985年（昭和60年）- 現役場庁舎落成式。
- 1986年（昭和61年）- アジア民族造形館落成。
- 1987年（昭和62年）- 玉川鉱山観光坑道見学コースオープン。
- 1992年（平成4年）- 観光物産館「ぱあぷる」オープン。
- 1994年（平成6年）- 観光物産館ぱあぷるが道の駅に指定される。
- 2011年（平成23年）- 東北地方太平洋沖地震による津波で壊滅的被害を受ける[2]。

## 行政

### 村長
- 小田祐士（おだ ゆうじ、2005年（平成17年）就任）

## 姉妹都市･友好都市

### 日本国内
姉妹都市
- 様似町（北海道日高振興局様似郡）

## 公的機関・施設

### 警察
- 久慈警察署 野田駐在所

### 消防
- 久慈広域連合久慈消防署 野田分署

### その他
- 野田村 生涯学習センター・図書館
- 野田村体育館

## 産業

### 漁業
- 野田漁港
- 玉川漁港
- 下安家漁港

### 郵便
郵便局
- 野田郵便局（集配局）

簡易郵便局
- 玉川簡易郵便局

## 地域

### 人口
| |                                        |  |
| 野田村と全国の年齢別人口分布（2005年） | 野田村の年齢・男女別人口分布（2005年） |  |
| ■紫色 ― 野田村 ■緑色 ― 日本全国 | ■青色 ― 男性 ■赤色 ― 女性              |  |
| 野田村（に相当する地域）の人口の推移 \| 1970年（昭和45年） \| 5,863人 \| \| \| 1975年（昭和50年） \| 5,168人 \| \| \| 1980年（昭和55年） \| 5,304人 \| \| \| 1985年（昭和60年） \| 5,382人 \| \| \| 1990年（平成2年） \| 5,285人 \| \| \| 1995年（平成7年） \| 5,204人 \| \| \| 2000年（平成12年） \| 5,195人 \| \| \| 2005年（平成17年） \| 5,019人 \| \| \| 2010年（平成22年） \| 4,632人 \| \| \| 2015年（平成27年） \| 4,149人 \| \| \| 2020年（令和2年） \| 3,936人 \| \| |                                        |  |
| 総務省統計局 国勢調査より |                                        |  |
| 1970年（昭和45年） | 5,863人                                |  |
| 1975年（昭和50年） | 5,168人                                |  |
| 1980年（昭和55年） | 5,304人                                |  |
| 1985年（昭和60年） | 5,382人                                |  |
| 1990年（平成2年） | 5,285人                                |  |
| 1995年（平成7年） | 5,204人                                |  |
| 2000年（平成12年） | 5,195人                                |  |
| 2005年（平成17年） | 5,019人                                |  |
| 2010年（平成22年） | 4,632人                                |  |
| 2015年（平成27年） | 4,149人                                |  |
| 2020年（令和2年） | 3,936人                                |  |

平成27年国勢調査より前回調査からの人口増減をみると、10.43％減の4,149人であり、増減率は県下33市町村中28位。

## 教育

### 高等学校
- 岩手県立久慈工業高等学校

### 中学校
- 野田村立野田中学校

### 小学校
- 野田村立野田小学校

※以下は廃校
- 野田村立玉川小学校（1970年・野田小へ統合）
- 野田村立横合小学校（1973年・同上）

### 保育所
- 野田村保育所
- 日向保育所
- 玉川保育所

大学入学共通テストの試験場は、出願時、当村に所在する高校に在学しているか、または、現住所が当村にある受験生の場合、青森県が試験地区となり、青森県にある試験場が指定される。

## 交通

### 航空
- 三沢空港

　共にかなり離れており、野田村との往来には久慈市や青森県八戸市などを経由して車や鉄道で移動する必要がある。

### 鉄道
- 三陸鉄道
  - リアス線：陸中野田駅 - 十府ヶ浦海岸駅 - 野田玉川駅

### バス
- 岩手県北バス
  - のるねっとKUJI：久慈海岸線
- 野田村営バス

### 道路

#### 高速道路

##### 地域高規格道路
- E45 三陸北縦貫道路
  - 一般国道45号野田久慈道路：（普代村） - (62) 野田IC - （久慈市）

#### 一般国道
- 国道45号
  - 道の駅：のだ

## 名所・旧跡・観光
- 野田玉川鉱山 - マリンローズパーク野田玉川
- アジア民族造形館
- 観光物産館ぱあぷる
- 十府ヶ浦パークゴルフ場
- のだ窯ギャラリーIZUMITA
- 十府ヶ浦海岸
- 大唐の倉
- えぼし岩
- 安家川
- 野田まつり

### 和佐羅比山
野田村と久慈市の境界付近にある山。男和佐羅比山（標高814m、北緯40度02分59秒 東経141度45分31秒 / 北緯40.049668度 東経141.758480度）と女和佐羅比山（標高746m、北緯40度03分14秒 東経141度44分50秒 / 北緯40.053770度 東経141.747221度）の相耳峰である。

## 出身有名人
- イズミ - お笑いタレント（123☆45ボケ担当）
- 大沢博 - 自治・総務官僚[3]
- 佐藤圀夫 - 日本画家
- 鈴木正幸 - プロ野球選手
- 中野亨道 - 柔道選手、リオデジャネイロオリンピックフィリピン代表
- 北条佳奈 - グラビアアイドル